# ロイヤル・バレエ学校
ロイヤル・バレエ学校（ロイヤル・バレエがっこう、英: The Royal Ballet School）は、英国にあるクラシック・バレエの訓練校で、1926年にアイルランド出身のバレエダンサー・振付家ニネット・ド・ヴァロアにより設立された。ロイヤル・バレエ団およびバーミンガム・ロイヤル・バレエ団のために優れたバレエダンサーを養成することを目的としている。
同校は、マーゴ・フォンテインやベリル・グレイ、ケネス・マクミラン、ダーシー・バッセル、アレッサンドラ・フェリ、ヴィヴィアナ・デュランテ、セルゲイ・ポルーニンなどの世界的に有名なダンサーや振付家を輩出しており、現在ロイヤル・バレエ団の芸術監督を務めるケヴィン・オヘアも本校の出身である。卒業生の中には、ミュージカル、コンテンポラリー・ダンス、ジャズダンス、テレビ、映画などで活躍する者もいる。

## 歴史

### 第二次世界大戦前
1926年、アイルランド生まれでバレエ・リュスで活躍したダンサーでもあったニネット・ド・ヴァロアが女子向けのダンススクールとして Academy of Choreographic Art を設立し、これが今日のロイヤル・バレエ学校の前身となった。ド・ヴァロアの目標は、レパートリーバレエ団と学校を作ることであった。その結果、劇場オーナーでプロデューサーのリリアン・ベイリスと協力してゆくことになった。ベイリスはオールド・ヴィック・シアターを所有しており、それに加えて1925年にサドラーズ・ウェルズ劇場を手に入れた（ただし、サドラーズ・ウェルズ劇場は1915年に閉鎖されており、この時点では公演できる状態ではなかった）。
1928年、ベイリスはド・ヴァロアに両劇場でダンス・パフォーマンスの舞台を行うよう勧め、1931年にサドラーズ・ウェルズ劇場を再建し、そこにド・ヴァロワの学校を移動させ、男女共学のサドラーズ・ウェルズ・バレエ学校とした。同時に、同校の生徒と当時の著名なダンサーからなるヴィック・ウェルズ・バレエ団を創設した。学校もカンパニーも急成長し、オールド・ヴィック・シアターでのダンス上演の終了にともなってサドラーズ・ウェルズ・バレエ団に改称された。

### 第二次世界大戦後
サドラーズ・ウェルズ・バレエ団は1946年にコヴェント・ガーデンで改装・再建されたロイヤル・オペラ・ハウス付きのバレエ団として招聘され、1947年にはバレエ学校もバロンズ・コートに移転して、学位を得られる学術教育も導入された。このとき、引き続きサドラーズ・ウェルズ劇場に残って公演を行う姉妹バレエ団としてサドラーズ・ウェルズ劇場バレエ団が作られた。
バレエ学校は急速な発展を遂げ、1955年にロンドン郊外のリッチモンド公園にあるホワイト・ロッジの敷地に「ロウアー・スクール」を開設した。また、バロンズ・コートの校舎は「アッパー・スクール」となった。ロウアー・スクールは全寮制のボーディングスクールで、11歳から16歳の生徒に職業ダンサーになるためのバレエ教育と義務教育を提供している。アッパー・スクールは16歳から19歳の学生に全日制課程でバレエ教育を行っている。
1956年にはバレエ団とバレエ学校にロイヤルの名を冠する勅許が与えられ、バレエ団はロイヤル・バレエ団、バレエ学校はロイヤル・バレエ学校に改称された。サドラーズ・ウェルズ劇場バレエ団も、サドラーズ・ウェルズ・ロイヤル・バレエ団となった。ド・ヴァロアは1970年に芸術監督を退任した。
1990年にはサドラーズ・ウェルズ・ロイヤル・バレエ団がバーミンガム・ヒポドロームに移転してバーミンガム・ロイヤル・バレエ団に改称した。2002年にはバーミンガム・ロイヤル・バレエ団付属のバレエ学校としてエルムハースト・バレエ・スクールが開校した。
2003年1月にはアッパー・スクールがロイヤル・オペラ・ハウスにほど近いフローラル・ストリートに移転した。アッパー・スクールと、ロイヤル・オペラ・ハウスおよびロイヤル・オペラ・ハウス内にあるロイヤル・バレエ団のスタジオの間には Bridge of Aspiration と名付けられた渡り通路が設けられているが、この渡り通路のデザイナーは2004年の建築賞を受賞している。

## 教育や学生生活
入学に際してはダンスの才能と将来性に基づいて選考され、才能ある生徒が経済的な理由で学べないことがないよう、個人・企業からの寄付や助成金を財源として経済的な支援を行っている。実際に、2021年4月現在の在校生の約90パーセントは在学にあたって経済的な支援を必要としており、6人に1人が年収15,000ポンド（約220万円）以下、4割が年収40,000ポンド（約600万円）以下の家庭の出身である（2020/21年度の場合、学費・寮費の合計は30,000ポンド（約450万円）以上で、これとは別に制服、シューズなどの消耗品費や、留学生であれば渡航費用が発生する）。また、22パーセントは学費を免除されている。キャンパスは11歳から16歳までが学ぶロウアー・スクールと16歳から19歳が学ぶアッパー・スクールに分かれており、アッパー・スクールはフローラル・ストリートを挟んでロイヤル・オペラ・ハウスと隣接している。

### ロウアー・スクール
1955年、バレエ学校の規模拡大により、年少の生徒をリッチモンドのホワイト・ロッジに移すことになった。ホワイト・ロッジは元はジョージ2世の狩猟用別邸として建てられたイギリス王室所有の邸宅であったが、バレエ学校の校舎として恒久的に使用することが許されて、バレエスタジオや教育施設、学生寮などを設ける大規模な再開発が行われた。
ここでは11歳から16歳までの生徒が学んでいるが、選抜制でありオーディションで合格しなければ入学することはできない。毎年2万件以上の入学申込があり、イギリス国内の主要な都市でオーディションを開催している。ロイヤル・バレエ学校は国際的にも高い評価を得ており、他国からの留学生も受け入れている。ボーディングスクールであり、学生の大多数は敷地内の学生寮に入っているが、少数ながら通学生も存在する。
ダンス教育としては、クラシック・バレエだけでなくキャラクター・ダンスやコンテンポラリー・ダンス、体操、アイリッシュ・ダンス、モリス・ダンス、スコティッシュ・カントリー・ダンスが教授される。課程の後半では、バレエのレパートリー、ソロおよびパ・ド・ドゥを学び、男子は上半身のコンディショニングにも取り組む。11歳から16歳はイギリスの教育制度におけるキーステージ3および4にあたり、キーステージ4までが義務教育なので、ダンス教育だけでなく日本でいう中学校に相当するレベル（前期中等教育）の科目教育も行っており、最終学年ではすべての生徒が義務教育修了証明書を得るための全国統一試験（GCSE）を受験する。

### アッパー・スクール

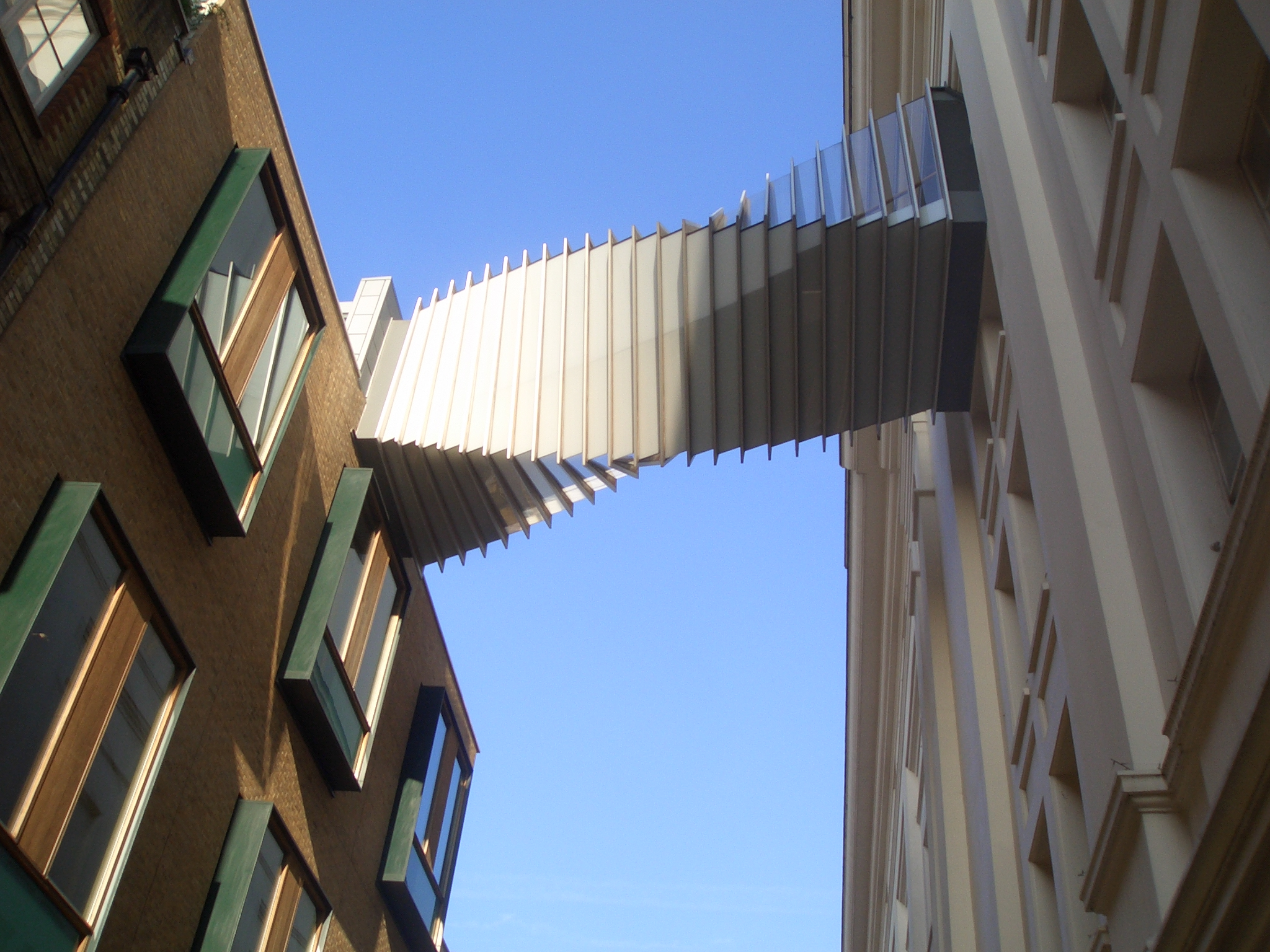
アッパー・スクールとロイヤル・オペラ・ハウスを結ぶ Bridge of Aspiration。フリント&ニールとビューロ・ハッポルドおよびウィルキンソン・エア・アーキテクツによる設計。

1955年に年少の生徒をホワイト・ロッジに移したことに伴って、バロンズ・コートの校舎がアッパー・スクールとなった。このとき初めて学位課程が導入された。アッパー・スクールは2003年1月にコヴェント・ガーデンに移転し、現在はバロンズ・コートの校舎にはロンドン・アカデミー・オブ・ミュージック・アンド・ドラマティック・アートが入っている。
コヴェント・ガーデンに新しく建てられた校舎は、200人の観客を収容できる座席格納式のスタジオシアターなど6つのダンススタジオを備えた4階建ての建物である。男子・女子更衣室とシャワールーム、ジムおよびフィットネスルーム、ピラティススタジオ、理学療法室、学生用談話室の他、教育設備として教室が4室、コンピュータを備えた図書室、アート・スタジオ、視聴覚室が設けられている。すべてのダンススタジオは視聴覚室とリンクされているので、スタジオで撮影したクラスやリハーサルの様子を視聴覚室で確認し、自分自身のダンスを分析する、といったこともできる。
学生は、バレエを集中して学ぶだけでなく、レパートリーやソロ、パ・ド・ドゥ、キャラクター・ダンス、コンテンポラリー・ダンスの他、演出技法やメイクアップ、身体のコンディショニング法も習得する。3年次には、年間を通じてロイヤル・バレエ団およびバーミンガム・ロイヤル・バレエ団でプロダンサーに交じってトレーニングする機会が多く設けられている。

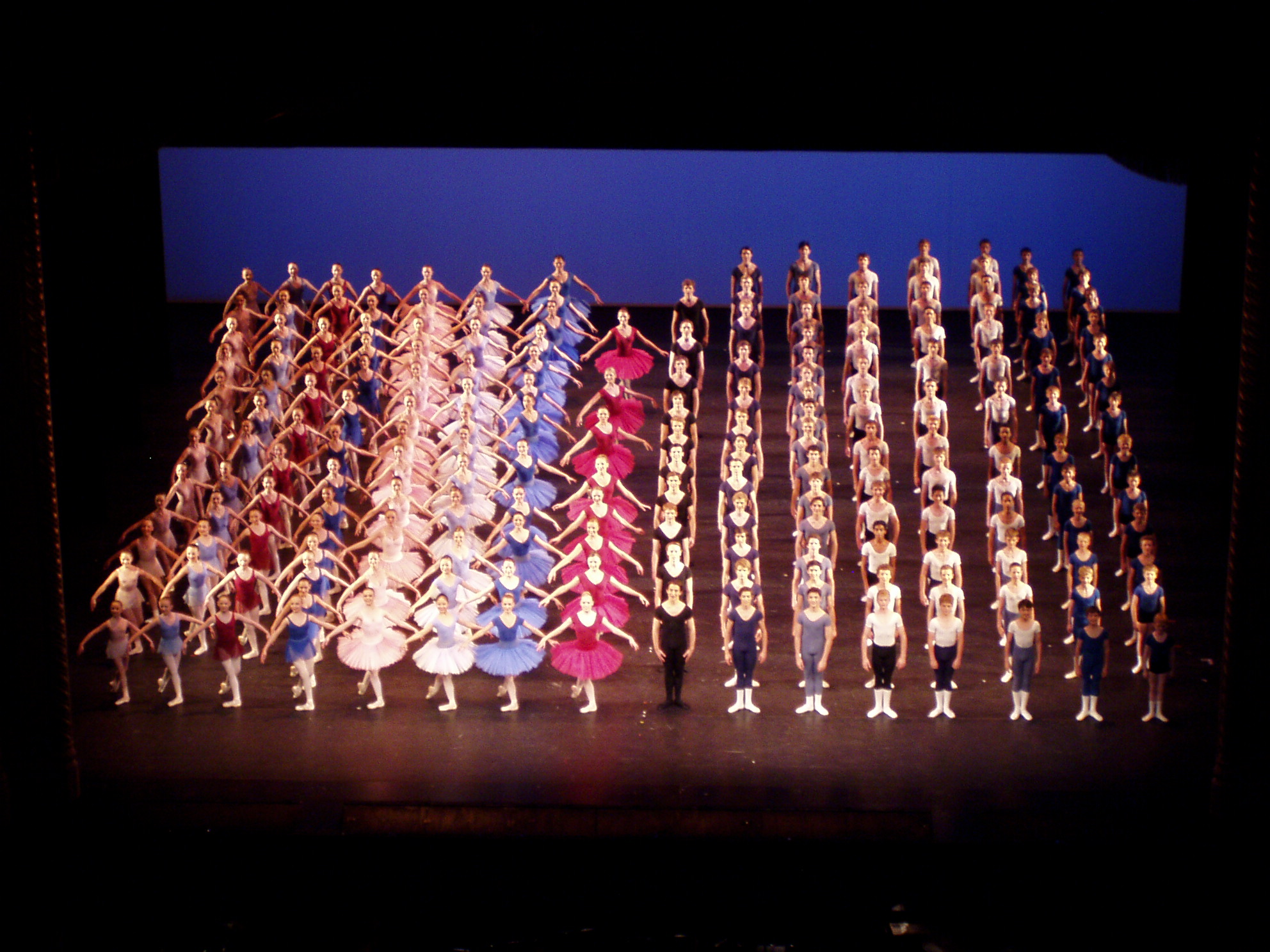
ロイヤル・バレエ学校のカーテンコール。2007年

### 学校公演
ロイヤル・バレエ学校では、毎学年末に全学年の生徒がクラシックまたはコンテンポラリーの作品に出演する夏季公演を開催している。そのハイライトは、毎年恒例のロイヤル・オペラ・ハウスでのマチネ（昼公演）であり、在校生のみならず今まさに卒業してプロとして第一歩を踏み出そうとする生徒をお披露目する場となっている。プログラムにはロイヤル・バレエ団のレパートリーからの新作や過去の作品が含まれ、カーテンコールで全生徒が振り付けされて舞台に上がるグラン・デフィレが最大の見せ場である。

## 出身者

### プリマ・バレリーナ・アッソルータ
ロイヤル・バレエ学校は、バレリーナの中でも最高位に位置付けられ、ごくわずかな人数しかいないプリマ・バレリーナ・アッソルータを4人輩出している。ロイヤル・バレエ学校で学び、プロとしてのキャリア全体をロイヤル・バレエ団で過ごしたマーゴ・フォンテインは、1979年にエリザベス2世からロイヤル・バレエ団のプリマ・バレリーナ・アッソルータに任じられた。1959年から1966年までロイヤル・バレエ学校で学んだエヴァ・エフドキモワは、世界を股にかけるゲスト・バレリーナとして活躍し、1979年にキーロフ・バレエ団に客演した後、プリマ・バレリーナ・アッソルータの称号を授与された。これは後にドイツ連邦参議院により公式に承認された。1959年にロイヤル・バレエ学校に入学したフィリス・スパイラは、優れた才能が認められて1960年に弱冠17歳でロイヤル・バレエ団ツーリング・カンパニー（現バーミンガム・ロイヤル・バレエ団）に入団したが、世界ではなく母国 南アフリカの舞台に立つことを選択してほとんどのキャリアを南アフリカのCAPABバレエ団（現ケープタウン・シティ・バレエ団）で過ごし、1984年に同国大統領からプリマ・バレリーナ・アッソルータに任じられた。1992年には、ロイヤル・バレエ学校の卒業生アレッサンドラ・フェリがスカラ座バレエ団のプリマ・バレリーナ・アッソルータに任じられている。ロイヤル・バレエ団の前身であるヴィック・ウェルズ・バレエ団で初代プリマ・バレリーナを務めたアリシア・マルコワは、ロイヤル・バレエ学校で直接学んではいないものの、ロイヤル・バレエ学校を設立したニネット・ド・ヴァロアに師事していたため、これを数に含めるとすれば5人となる。

### おもな卒業生
- ゲイリー・エイビス
- マシュー・ボール
- デヴィッド・ビントレー, CBE
- ダーシー・バッセル, DBE
- アリーナ・コジョカル
- レスリー・コリア, CBE
- アダム・クーパー
- ローレン・カスバートソン
- アンソニー・ダウエル, CBE
- ヴィヴィアナ・デュランテ
- ウェイン・イーグリング
- ジェニファー・エリソン
- エヴァ・エフドキモワ
- アレッサンドラ・フェリ
- マーゴ・フォンテイン, DBE
- クリストファー・ゲイブル
- 平田桃子
- イジー・キリアーン
- ダイアン・クルーガー
- 熊川哲也
- ケネス・マクミラン
- モニカ・メイソン, DBE
- ヤスミン・ナグディ
- 中野綾子
- ジョン・ノイマイヤー
- マリアネラ・ヌニェス
- ケヴィン・オヘア
- セルゲイ・ポルーニン
- 佐久間奈緒
- リン・シーモア
- アントワネット・シブリー, DBE
- フィリス・スパイラ
- クリストファー・ウィールドン
- ピーター・ライト, CBE
- 吉田都, OBE